# Josephine Dillon
Josephine Dillon (26 de janeiro de 1884 – 11 de novembro de 1971) foi uma atriz americana de teatro e cinema e professora de atuação. Ela foi patrona de Clark Gable, treinadora de atuação e primeira esposa.

## Primeiros anos e educação
Nascida em Denver, Colorado, Dillon foi uma dos seis filhos do juiz Henry Clay Dillon. Ela era a irmã mais nova da cantora de ópera Enrica Clay Dillon. O pai de Dillon tornou-se promotor público em Los Angeles, enquanto sua mãe era uma socialite proeminente. Dillon foi educada no sistema escolar público da Califórnia e na Europa. Mais tarde, ela estudou atuação na Universidade Stanford.

## Carreira
Depois de se formar em Stanford em 1908, Dillon estudou atuação na Itália por um ano antes de retornar aos Estados Unidos para atuar na Broadway para a sociedade anônima do ator Edward Everett Horton na Cidade de Nova Iorque. Dillon finalmente decidiu desistir de sua carreira para ensinar atuação. Ela se mudou para Portland, Oregon, onde abriu o "The Little Theatre", uma escola de atuação frequentada por estudantes ricos da região.
Foi no Little Theatre que Dillon conheceu um então desconhecido aspirante a ator 17 anos mais novo, chamado W. C. Gable, enquanto ela trabalhava como diretora de palco para os Red Lantern Players. Inicialmente, ela era a treinadora de atuação de Gable, mas os dois começaram um relacionamento romântico depois que Dillon teve um interesse especial por Gable. Dillon tornou-se sua patrona, pagando para consertar os dentes e pentear o cabelo. Ela o orientou na construção de seu corpo cronicamente desnutrido e ensinou-lhe melhor controle corporal e postura. Ela passou um tempo considerável treinando sua voz naturalmente aguda, que Gable lentamente conseguiu abaixar e ganhar melhor ressonância e tom. À medida que seus hábitos de fala melhoraram, as expressões faciais de Gable tornaram-se mais naturais e convincentes. Após um longo período de treinamento rigoroso, Dillon finalmente o considerou pronto para tentar uma carreira cinematográfica em Los Angeles.
Dillon mudou-se para Los Angeles no verão de 1924, onde abriu a The Dillon Stock Company. Cinco meses depois, Gable juntou-se a ela. Eles se casaram logo depois, em 18 de dezembro de 1924. Na certidão de casamento, Gable alegou que tinha 24 anos, enquanto Dillon afirmou que ela tinha 34. Dillon continuou a trabalhar com Gable em sua atuação e voz enquanto ele viajava para audições. Durante esse tempo, Gable seguiu o conselho de Dillon de usar seu nome do meio, "Clark", como nome profissional. Nos anos seguintes, a carreira de Clark Gable ganhou impulso com papéis no palco e em filmes menores. Depois de aparecer na peça Machinal em 1929 e pouco antes de assinar com a M-G-M, Gable pediu o divórcio a Dillon. Dillon lembrou mais tarde que ele já havia pedido o divórcio várias vezes antes, mas ela recusou porque não acreditava que ele estivesse falando sério. Ela pediu a separação judicial em 28 de março de 1929. O divórcio foi definitivo em 1º de abril de 1930. Dois dias depois, Gable casou-se com a rica socialite Maria Franklin Prentiss Lucas Langham, apelidada de "Rhea".

## Carreira posterior
Em 1940, Dillon começou a lecionar atuação no Christian College (mais tarde Columbia College) em Columbia, Missouri. Nesse mesmo ano, ela escreveu Modern Acting. O livro descreve em detalhes o treinamento que ela fez com que Gable passasse durante um período de seis anos e meio. Ao retornar para a Califórnia, Dillon continuou ensinando atuação. Seus alunos incluíram Bruce Cabot, Gary Cooper, Donna Reed, Rita Hayworth e Linda Darnell. Em 1944, ela fez suas únicas duas aparições no cinema em pequenos papéis em The Lady and the Monster e Men on Her Mind.
Nos anos que se seguiram ao divórcio, Clark Gable se tornou um dos protagonistas mais populares da época e ganhou um Oscar em 1934. Ele também se casou mais quatro vezes. Gable raramente falava publicamente sobre seu casamento com Dillon. Em comunicado divulgado pela M-G-M em 1932, Gable negou os rumores de que se casou com Dillon apenas para promover sua carreira. Ele alegou que foi motivado apenas pelo amor e acrescentou que "tinha [Dillon] uma dívida de gratidão" por guiar seu início de carreira. Dillon, que nunca se casou novamente, recusou-se a falar depreciativamente sobre seu famoso ex-marido. Ela diria apenas que os dois se casaram "apenas no nome", o que implica que o casamento não foi consumado. O primo de Dillon disse mais tarde que Dillon "carregou uma tocha até o dia de sua morte por [Gable]. Esse foi seu único e verdadeiro amor".
Ao longo da década de 1950 e início dos anos 60, Dillon continuou a ensinar atuação e morou em uma pequena casa em San Fernando Valley. Em julho de 1956, a revista Confidential publicou uma história alegando que Dillon estava "deprimida" e que Clark Gable se recusou a ajudá-la. Dillon negou que a história fosse verdadeira e mais tarde testemunhou contra os editores da revista em um julgamento por difamação em agosto de 1957. Após o julgamento, Dillon perdeu muitos de seus alunos de atuação devido à publicidade. Ela quase perdeu sua casa e mais tarde revelou que Gable havia enviado dinheiro para evitar a execução hipotecária. Após a morte de Gable em novembro de 1960, a imprensa noticiou que seu testamento estipulava que o restante da hipoteca de Dillon fosse pago integralmente por seu patrimônio.

## Anos posteriores e morte
Dillon continuou trabalhando como professora de atuação até que problemas de saúde a forçaram a se aposentar em meados da década de 1960. Nos anos que se seguiram à morte de Gable, foram publicadas várias biografias do ator que mencionavam seu casamento com Dillon. Mais tarde, ela relatou que recebia regularmente cartas e telefonemas abusivos e insultuosos de fãs de Gable, apesar de nunca o ter depreciado publicamente.
Em 11 de novembro de 1971, ela morreu após uma "doença prolongada" em um Sanatório Rockhaven em Glendale, Califórnia. Ela foi enterrada no Calvary Cemetery, em East Los Angeles.

## Filmografia
- Men on Her Mind (1944) - Papel indeterminado (sem créditos)
- The Lady and the Monster (1944) - Avó de Mary Lou (último papel)